# Friedrich Schiedel
Friedrich Schiedel  (* 13. September 1913 in Baierz; † 28. März 2001 in Grünburg) war ein deutscher Unternehmer und Mäzen.

## Leben
Friedrich Schiedel begann nach dem Abitur 1931 ein Fachschulstudium des Ingenieurwesens im Tief- und Straßenbau. Bis 1945 war er in leitender Position in der Organisation Todt tätig. Nach dem Zweiten Weltkrieg gründete Schiedel das Unternehmen Erbacher Bauwaren, das sich bald darauf auf die Fabrikation von Kaminen spezialisierte. In den Jahren danach verlegte er den Sitz der Unternehmung nach München und baute mehrere Produktions- und Vertriebsstätten in Deutschland und Österreich auf.
1990 übertrug er die Schiedel-Firmengruppe an die Braas GmbH, die heute zu Braas Monier gehört.

## Stiftungen und Mäzenatentum
Friedrich Schiedel gründete mehrere Stiftungen und stattete diese mit Kapital aus:
- Stiftung Friedrich-Schiedel-Literaturpreis der Stadt Bad Wurzach mit Sitz in Bad Wurzach (gegründet 1982)
- Stiftung für Energietechnik mit Sitz in Wien (gegründet 1982)
- Friedrich Schiedel-Stiftung mit Sitz in München (gegründet 1986)
- Stiftung Friedrich-Schiedel-Wissenschaftspreis zur Geschichte Oberschwabens mit Sitz in Ravensburg (gegründet 1999), die den Friedrich-Schiedel-Wissenschaftspreis zur Geschichte Oberschwabens vergibt

## Ehrungen und Auszeichnungen
Friedrich Schiedel ist unter anderem Ehrenbürger der Stadt Bad Wurzach und Ehrensenator der Technischen Universität München. Er ist Inhaber des Verdienstkreuzes Erster Klasse des Verdienstordens der Bundesrepublik Deutschland und des Großen Ehrenzeichens für Verdienste um die Republik Österreich. Außerdem wurde ihm der Bayerische Verdienstorden und am 25. April 1992 die Verdienstmedaille des Landes Baden-Württemberg verliehen. Ihm zu Ehren benannte sich die Gewerbliche Schule Wangen in Friedrich-Schiedel-Schule um.